# Râu (người)

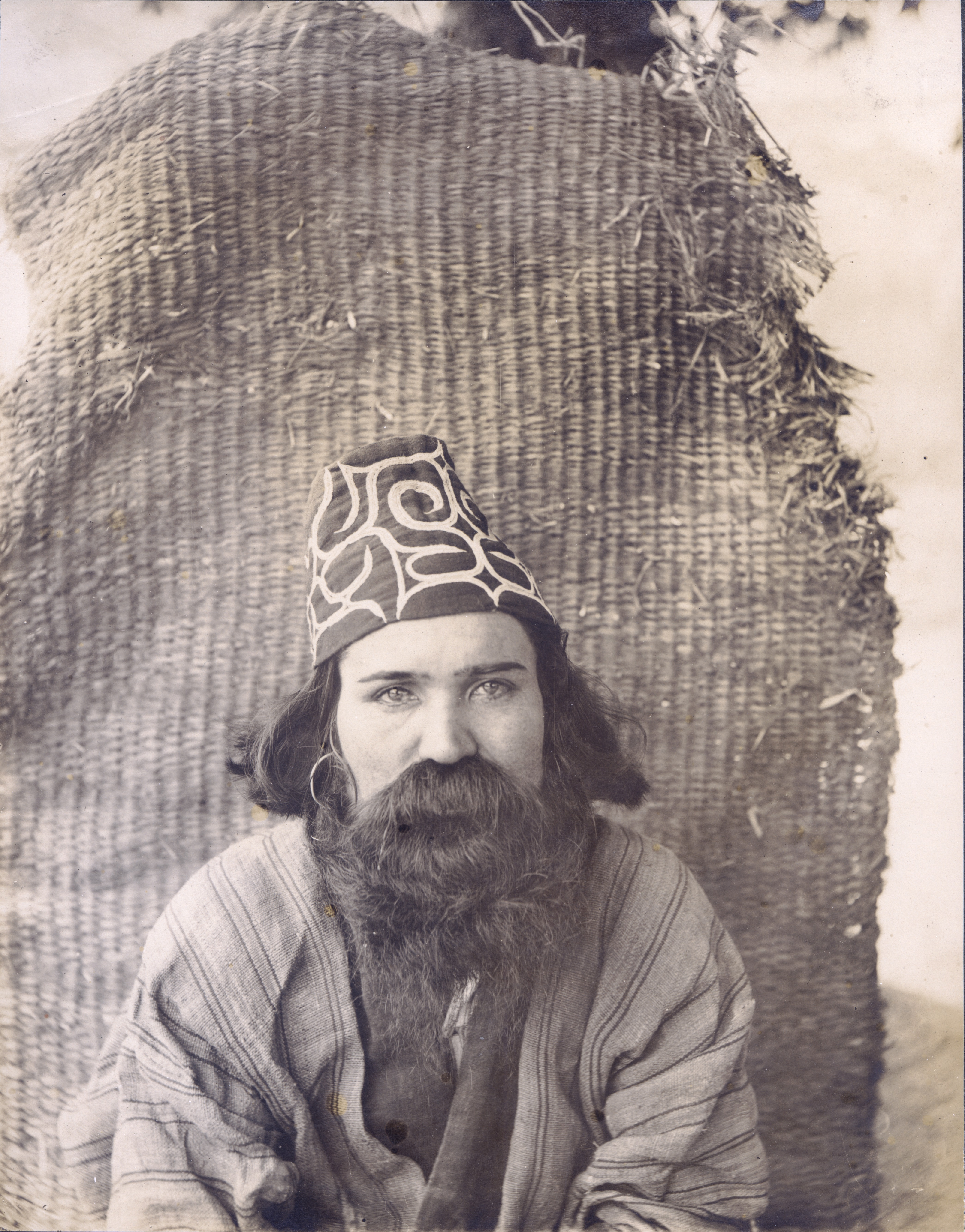
Người đàn ông Ainu có râu quai nón dày và dài

Râu là một loại lông cứng ở người, mọc phía trên môi trên, ở dưới cằm hoặc dọc hai bên (phần tóc mai) từ tai kéo dài xuống má. Râu thường gặp ở nam giới tuy đôi khi cũng có ở nữ giới. Phần râu mọc phía trên môi được gọi là ria mép.
Theo một quan điểm tiến hóa, râu là một phần của loại tóc androgenic rộng hơn. Râu là một đặc điểm của thời kỳ khi con người có tóc trên mặt và toàn bộ cơ thể tương tự như lông của khỉ đột.
Sự mất mát tóc và lông trên cơ thể loài người do sự tiến hóa xuất hiện ở một số quần thể như người Mỹ bản địa và một số quần thể ở Đông Á, những chủng người có ít lông mặt, trong khi những người gốc châu Âu, người Ainu, và người Nam Á có nhiều tóc và lông hơn.

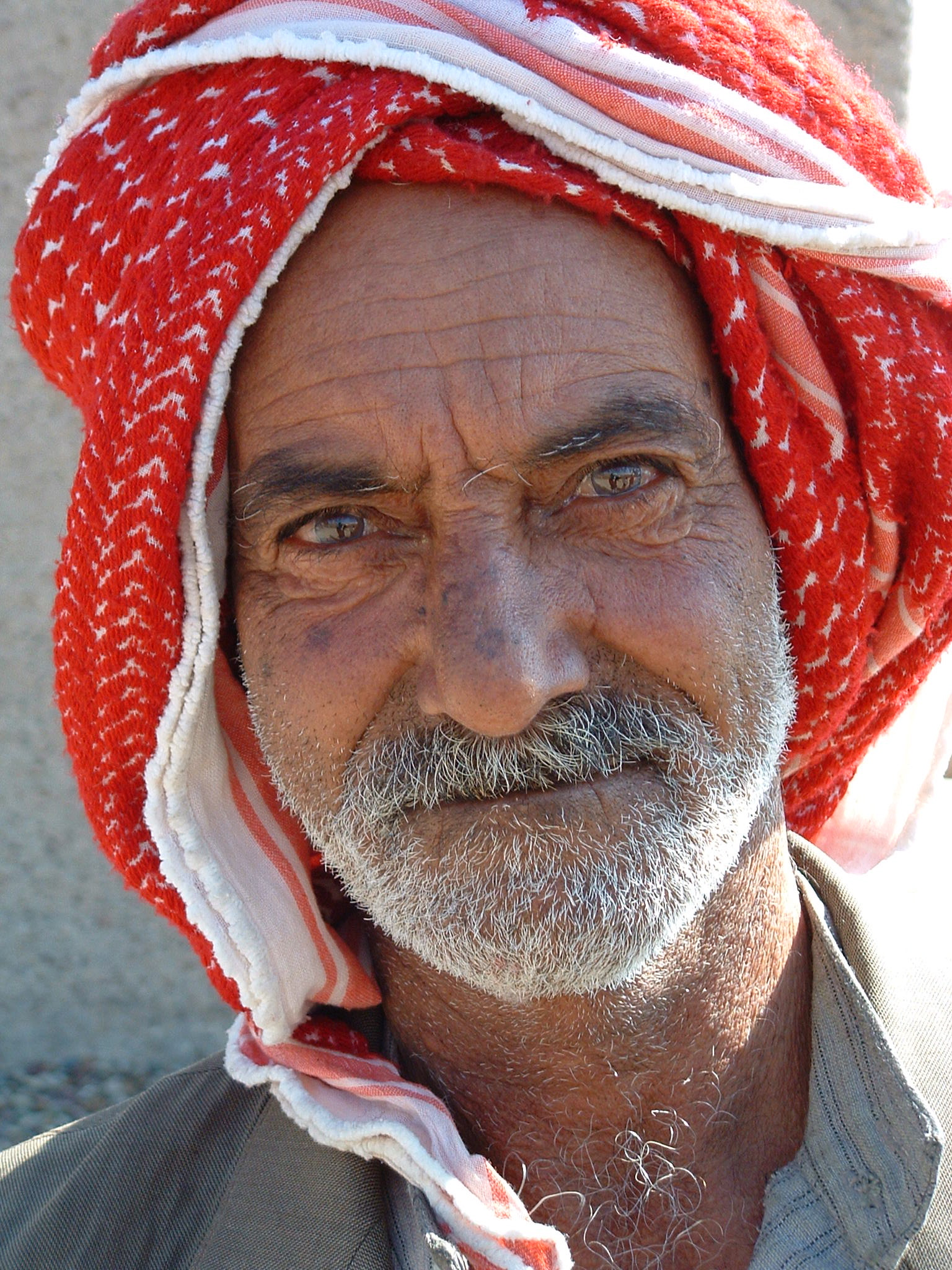
Người Nam Á thường có nhiều râu, tóc, lông, và lông mặt

Phụ nữ bị chứng rậm lông, một tình trạng mà hoóc môn tăng đột biến số lượng lông và tóc, thì những người phụ nữ đó có thể mọc một bộ râu trên mặt họ.
Râu phát triển trong giai đoạn dậy thì của thanh niên. Tốc độ mọc nhanh của râu phụ thuộc đặc tính của gen người. Trong suốt quá trình lịch sử, thái độ xã hội đối với bộ râu của nam giới đã thay đổi rất nhiều tùy thuộc vào các yếu tố như truyền thống văn hóa - tôn giáo hiện tại và thời đại của xu hướng thời trang hiện nay. Một số tôn giáo (như đạo Sikh) đã xem xét râu đầy đủ là yếu tố hoàn toàn cần thiết cho tất cả những nam giới thể trưởng thành và yêu cầu bộ râu như là một phần của giáo điều chính thức của họ.
Các nền văn hóa khác, mặc dù không xem râu như một điều lệ chính thức, nhưng họ xem râu là trung tâm của sự nam tính của một người đàn ông, ví dụ như các đức tính như trí tuệ, sức mạnh, năng lực tình dục và địa vị xã hội cao. Tuy nhiên, trong các nền văn hoá nơi mà tóc mặt không phổ biến (hoặc hiện thời không hợp thời trang), râu có thể liên quan đến tình trạng vệ sinh kém hoặc thái độ "hoang dại", hoang dã, thậm chí là nguy hiểm và đáng sợ.